# Sotonera Lacus
Il Sotonera Lacus è una struttura geologica della superficie di Titano.